# München Isartor (stacja kolejowa)
München Isartor – stacja kolejowa w Monachium, w kraju związkowym Bawaria, w Niemczech. Znajdują się tu 2 perony.